# بابر (صاروخ)
بابر (بالأردية: بابر) نسبة إلى الإمبراطور المغولي ظهير الدين بابر، ورمزه Hatf-VII، هو صاروخ جوال قصير المدى بمحرك نفاث عنفي، يمكن إطلاقه من منصات برية أو غواصات. كان أول اختبار للصاروخ في 2005، ويعتقد أنه دخل الخدمة في الجيش الباكستاني في 2010، وفي البحرية الباكستانية في 2018.
يعتمد الصاروخ الملاحة بنظام القصور الذاتي ونظام التموضع العالمي. ويصل مدى الصاروخ إلى 450 كلم.
في 9 يناير 2017، أعلنت القوات المسلحة الباكستانية اختبارًا ناجحًا لإطلاق الصاروخ بابر-3 من غواصة. ووفقًا لبيان رسمي باكستاني، يمنح الصاروخ البلاد إمكانية توجيه ضربة ثانية للعدو.

## استشهادات
1. ↑  "باكستان تختبر "بنجاح" صاروخ "بابر" بعد تطويره". الحوار. 15 أبريل 2018. مؤرشف من الأصل في 2020-06-02. اطلع عليه بتاريخ 2020-06-02.
2. ↑  "باكستان تطلق أول صاروخ برمائي بقدرات نووية". العربية. 9 يناير 2017. مؤرشف من الأصل في 2020-06-02. اطلع عليه بتاريخ 2020-06-02.